# Valdir Benedito
Valdir Benedito (n. 25 octombrie 1965, Araraquara, São Paulo, Brazilia) este un fost fotbalist brazilian.
În 1991, Benedito a jucat 3 meciuri pentru echipa națională a Braziliei.

## Statistici
| Brazilia | Brazilia | Brazilia |
| An       | Meciuri  | Goluri   |
| -------- | -------- | -------- |
| 1991     | 3        | 0        |
| Total    | 3        | 0        |